# Devant la Loi
Devant la loi (Vor dem Gesetz) est une nouvelle de l'auteur germanophone Franz Kafka publiée en 1920 dans le recueil de nouvelles Un Médecin de campagne. Il s'agit d'une parabole, appelée Parabole de la Loi, celle-ci est utilisée telle quelle dans son roman posthume, Le Procès. Elle est racontée par un prêtre à Joseph K., le personnage principal du roman.

## Résumé
Une sentinelle se tient postée devant la Loi ; un homme de la campagne vient un jour la trouver et lui demande la permission d'entrer. La sentinelle lui dit que c'est possible, mais pas maintenant, et l'effraie en lui parlant des nombreux obstacles qui l'attendent. L'homme décide d'attendre pendant des années. Finalement, l'homme, sur le point de mourir, demande pourquoi personne d'autre n'est venu essayer d'entrer ; le gardien lui répond alors : « Cette entrée n'était faite que pour toi, maintenant je pars, et je ferme la porte ».

## Interprétation
Le Procès compte dix chapitres. La parabole est racontée au neuvième chapitre alors qu'il est désormais évident que le personnage principal, Joseph K., ne pourra pas se défendre adéquatement contre les accusations qui ont été portées contre lui. Depuis le début de l'ouvrage, il cherche en vain à avoir accès à la Justice. Joseph K. et le paysan sont placés devant un système qu'ils ne comprennent pas. Toutes les procédures semblent être autant de portes infranchissables. La logique du système échappe à ceux qui n'ont pas été formés pour le comprendre. Celui qui veut défendre sa cause n'est pas en mesure de le faire,.

## Adaptation
Cette parabole a été introduite dans le film réalisé par Orson Welles sur Le Procès. Dans cette adaptation la parabole est illustrée non pas au moyen de figurants, mais au moyen de dessins. Le metteur en scène a confié à Alexandre Alexeïeff la réalisation de cette séquence au moyen de l'écran d'épingles, procédé mis au point par ce célèbre cinéaste d'animation. En plus de la scène de la cathédrale à la fin du roman, la parabole est également évoquée au tout début du film. Elle sert de sombre prologue à l'histoire de Joseph K. Cette double utilisation de la parabole par Welles renforce son importance par rapport à celle que Kafka lui accorde dans le roman.
En 2025, le court-métrage en prises de vue réelles La Porte de la Loi (The Door of Law) réalisé par Alain Deneuville s'inspire directement de la parabole.